# Hełm CG634

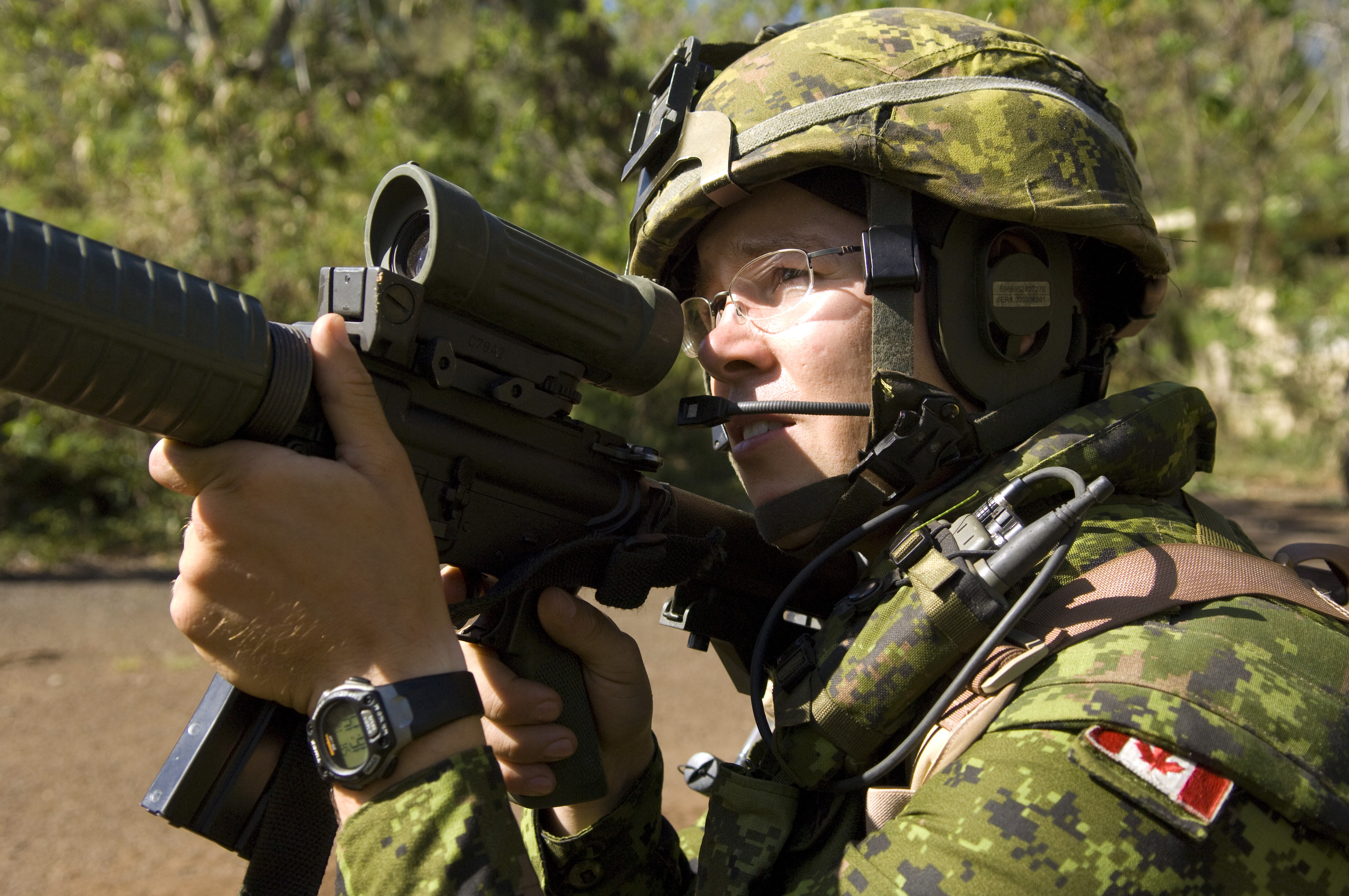
Kanadyjski żołnierz w hełmie CG634 w pokrowcu CADPAT

CG634 – hełm kompozytowy będący na wyposażeniu Kanadyjskich Sił Zbrojnych. Modyfikacja francuskiego hełmu SPECTRA.
W latach 80. w wojsku kanadyjskim pojawiła się potrzeba wprowadzenia nowego hełmu bojowego, który miałby zastąpić stare wysłużone hełmy M1. Testom poddano amerykańskie hełmy PASGT oraz francuskie SPECTRA. Prototyp nowego hełmu dla wojska kanadyjskiego (wykonany z kevlaru) został opracowany przez firmę Barrday w Ontario, na podstawie francuskiego hełmu SPECTRA. W latach 1988–90 wyprodukowano kilka tysięcy sztuk hełmów Barrday, mimo to nie zostały oficjalnie przyjęte do służby.
W roku 1997 Kanadyjczycy oficjalnie przyjęli do służby hełm oznaczony jako CG634. Jest to modyfikacja hełmu SPECTRA, z zastosowaniem nowego fasunku i zawieszenia. Hełm umożliwia montaż urządzeń noktowizyjnych np. AN/PVS-7 / AN/PVS-14.
Aby zwiększyć właściwości maskujące wraz z hełmem wydaje się pokrowce maskujące w kamuflażach CADPAT (wersja pustynna i leśna), a także koloru białego lub niebieskiego (przeznaczony dla wojsk ONZ).